# Prognorisma costata
Prognorisma costata là một loài bướm đêm trong họ Noctuidae.